# Міссіссіппі (округ, Арканзас)
Шаблон:StateAbbr_ 35°46′36″ пн. ш. 90°03′16″ зх. д. / 35.776666666667° пн. ш. 90.054444444444° зх. д.
Округ Міссіссіппі (англ. Mississippi County) — округ (графство) у штаті Арканзас. Ідентифікатор округу 05093.

## Історія
Округ утворений 1833 року.

## Демографія
За даними перепису
2000 року
загальне населення округу становило 51979 осіб, зокрема міського населення було 34211, а сільського — 17768.
Серед мешканців округу чоловіків було 24876, а жінок — 27103. В окрузі було 19349 домогосподарств, 13908 родин, які мешкали в 22310 будинках.
Середній розмір родини становив 3,15.
Віковий розподіл населення поданий у таблиці:
| Стать    | До 15 років | 15-21 | 22-29 | 30-39 | 40-49 | 50-65 | 65-85 | Понад 85 |
| -------- | ----------- | ----- | ----- | ----- | ----- | ----- | ----- | -------- |
| Чоловіки | 6504        | 2809  | 2598  | 3437  | 3504  | 3576  | 2223  | 225      |
| Жінки    | 6272        | 2864  | 2861  | 3684  | 3678  | 3839  | 3336  | 569      |

## Суміжні округи
- Пеміскот, Міссурі — північ
- Даєр, Теннессі — північний схід
- Лодердейл, Теннессі — схід
- Тіптон, Теннессі — південний схід
- Кріттенден — південь
- Пойнсетт — південний захід
- Крейггед — захід
- Данкін, Міссурі — північний захід

## Виноски
1. ↑  U.S. Decennial Census. United States Census Bureau. Архів оригіналу за 19 липня 2018. Процитовано 27 серпня 2015.
2. ↑  Historical Census Browser. University of Virginia Library. Архів оригіналу за 11 серпня 2012. Процитовано 27 серпня 2015.
3. ↑  Forstall, Richard L., ред. (27 березня 1995). Population of Counties by Decennial Census: 1900 to 1990. United States Census Bureau. Архів оригіналу за 24 вересня 2015. Процитовано 27 серпня 2015.
4. ↑  Census 2000 PHC-T-4. Ranking Tables for Counties: 1990 and 2000 (PDF). United States Census Bureau. 2 квітня 2001. Архів оригіналу (PDF) за 18 грудня 2014. Процитовано 27 серпня 2015.
5. ↑  State & County QuickFacts. United States Census Bureau. Архів оригіналу за 7 червня 2011. Процитовано 23 травня 2014.(англ.) Наведено за англійською вікіпедією.
6. ↑  American FactFinder. Бюро перепису населення США. Архів оригіналу за 26 лютого 2012. Процитовано 31 січня 2008.

| США | Це незавершена стаття з географії США. Ви можете допомогти проєкту, виправивши або дописавши її. |